# Augusta National Golf Club
Augusta National Golf Club, někdy zkráceně označovaný jako Augusta National nebo jen Augusta, případně také the National, je golfový klub na východním pobřeží USA. Augusta je druhé největší město ve státě Georgie. Na rozdíl od většiny soukromých klubů, které i v USA fungují jako neziskové organizace, je Augusta National Golf Club komerční soukromou společností a zásadně nezveřejňuje žádné informace o svých příjmech, majetku, členech ani prodeji vstupenek.
Klub je proslulý především každoročním pořádáním prestižního Masters Tournament začátkem dubna, což jeden ze čtyř mužských major šampionátů v profesionálním golfu a jediný major, který se hraje každý rok na stejném hřišti. Od roku 2019 společně s golfovým klubem Champions Retreat překvapivě spolupořádá také turnaj Augusta National Women's Amateur.
V roce 2009 se golfové hřiště umístilo na prvním místě v žebříčku 100 nejlepších amerických hřišť podle časopisu Golf Digest a v roce 2011 se umístilo na desátém místě při hodnocení podle architektury hřiště v žebříčku nejlepších klasických hřišť ve Spojených státech časopisu Golfweek.

## Historie klubu a hřiště
Klub založili Bobby Jones a Clifford Roberts v roce 1932, hřiště navrhli Bobby Jones a skotský golfový architekt Alister MacKenzie a poprvé bylo otevřeno ještě v témže roce. Pro tyto účely zakoupili pozemky bývalé školky a plantáže zvané Fruitland (později Fruitlands) o rozloze asi 365 akrů (necelých 150 hektarů).
Bobby Jones chtěl ve svém rodném státě Georgie vytvořit zimní golfové hřiště světové úrovně. Během prvního desetiletí existence klubu bylo kvůli velké hospodářské krizi a relativně odlehlé poloze Augusty málo členů a chyběly finance, což dvojici donutilo zrušit zamýšlené plány na „dámské hřiště“, squashové a tenisové kurty a různé budovy.
Prvním klubovým profesionálem se stal Ed Dudley, který tuto funkci vykonával až do roku 1957. Ed Dudley patřil k nejlepším turnajovým profesionálům své doby, na svém kontě měl 15 vítězství na PGA Tour. Turnaj Masters se poprvé konal v roce 1934 ve snaze přilákat davy diváků a hráčů. Svou prestiž a označení jako jeden ze čtyř major turnajů získal až později. Clifford Roberts přesvědčil Jonese, aby se na turnaj vrátil (svou sportovní kariéru původně ukončil již předtím). Jones byl zpočátku také proti názvu „Masters“.
V roce 1948 byli Dwight D. Eisenhower a jeho manželka Mamie osobně pozváni Cliffordem Robertsem do Augusty. Eisenhower si klub velmi oblíbil, stal se jeho členem a najal Robertse jako svého finančního poradce, který pro něj nechal v areálu postavit dům (tzv. Eisenhower Cabin). Později, během svého prezidentství (od roku 1953) navštívil Eisenhower klub Augusta National ještě 29krát.

## Vybavení a areál
Augusta je vyhlášená svým udržovaným bezvadným vzhledem: dováží se sem borové jehličí, z nenápadných reproduktorů se pouštějí zvuky ptáků a dokonce i rybníky byly kdysi přibarvovány více na modro. Klub je dále proslulý svými azalkami a dříny.
Pravidla a zásady kladené na zaměstnance, členy klubu a návštěvníky (interně označované jako „patroni") jsou notoricky přísné. Není dovoleno používat mobilní telefony ani jiná elektronická zařízení (s výjimkou tiskové budovy), není dovoleno běhat ani hlasitě mluvit. Na dodržování těchto pravidel dohlíží ochranka, kterou tradičně zajišťuje společnost Pinkerton. Kdo tato nebo další pravidla poruší, je trvale vykázán, případně je dokonce stíhán, pokud je to možné.
K dalším významným budovám a zařízením patří Butler Cabin poblíž jamky 18, bývalý plantážnický dům, kde se vítězům turnaje předává známé zelené sako, klubovna poblíž první jamky, která pochází z 50. let 19. století a má dobře zásobený vinný sklípek, a tréninkové odpaliště. Tři velké kabiny na pozemku jsou vyhrazeny pro sponzory turnaje – od roku 2020 pro společnosti Mercedes-Benz, IBM a AT&T.
V klubové budově určené pro novináře jsou k dispozici moderní televizní studia, bezplatná restaurace a další možnosti občerstvení, toalety s personálem a kožená křesla. Kamery umístěné po celém hřišti jsou podzemními kabely přímo propojeny s budovou novinářského centra.

### Berckmans Place
Berckmans Place, zkráceně nazývaný Berckmans nebo jen BP, je neveřejný nákupní a stravovací komplex o rozloze 90 000 čtverečních stop (necelých 8500 m²) postavený v roce 2012. V provozu je každý rok jeden týden, a to v době konání Masters. Vstupenky na tento týden stojí 10 000 dolarů a vyžadují souhlas klubu; limit je 10 vstupenek. Stejně jako v ostatních prostorách klubu není povoleno používat mobilní telefony ani fotografovat.
V ceně je zahrnuto bezplatné stravování v pěti restauracích s plným servisem, z nichž každá pojme stovky hostů. Dále jsou zde např. obsluhované koupelnové kabinky, které jsou po každém použití dezinfikovány. K dispozici je dále mimo jiné obchod s profesionálním golfovým vybavením a čtyři greeny nazvané „Putting Experience“: tři zmenšené repliky jamek 7, 14, 6 a „kompozitní hřiště“. Zákazníci BP mohou využívat exkluzivní parkoviště a vjezd. Areál se nachází v blízkosti jamky 5. Berckmans Place je pojmenován po Belgičanovi Louisi Mathieu Berckmansovi, jehož rodina v letech 1858 až 1910 vlastnila pozemky, na kterých je klub postaven.

### Názvy jamek

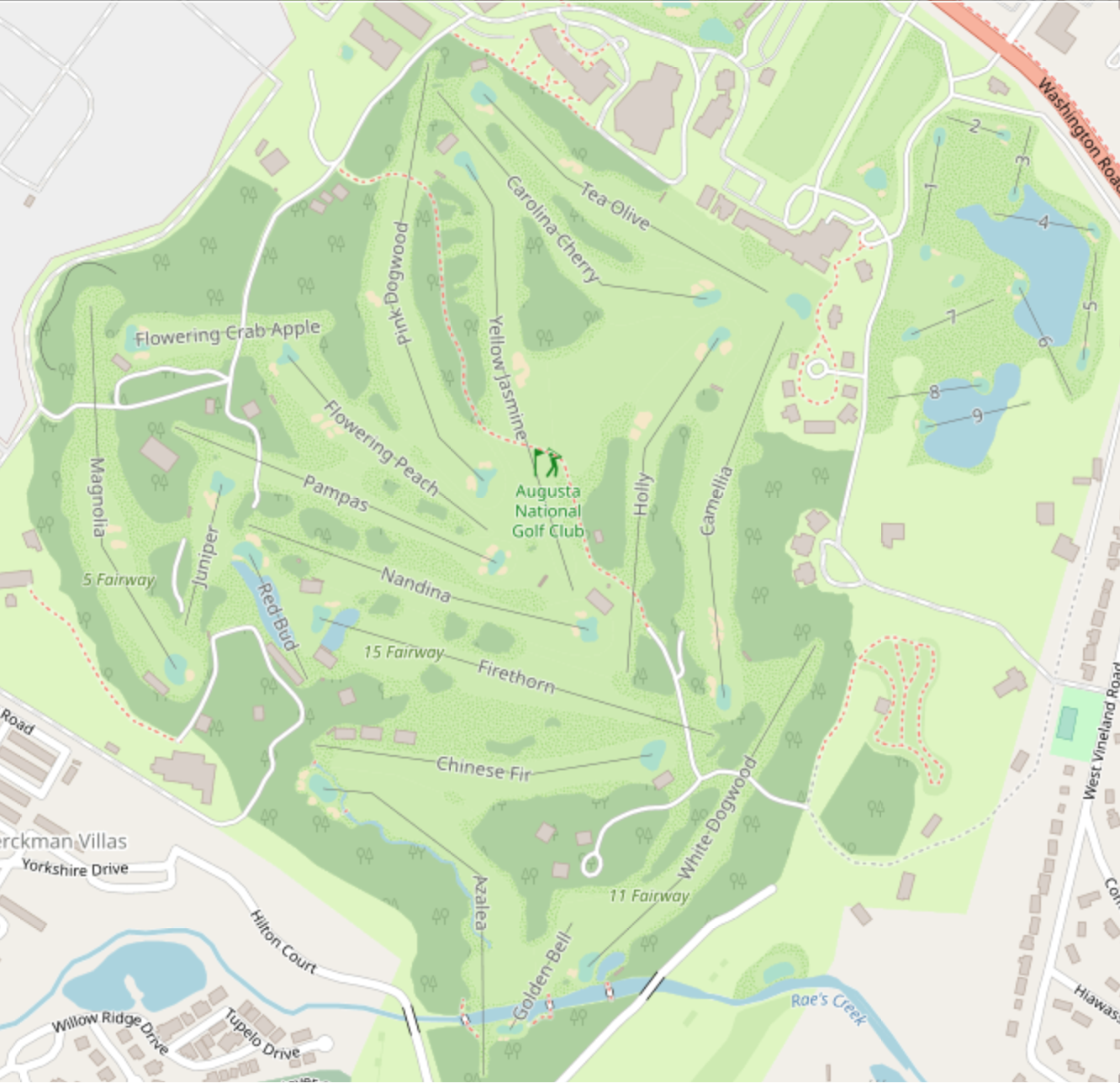
Mapka hřiště (OpenStreet Map)

Každá jamka má kromě číselného označení i tradiční slovní název podle rostliny, která je v jejím okolí vysázena (v případě jamky č. 7 nazvané „Pampa“ jde o označení vysoké trávy, které se v angličtině říká „pampa grass“: vědecké jméno této trávy je „Cortaderia selloana“). Tabulka uvádí názvy platné v dubnu 2017 (některé jamky byly v minulosti přejmenovány).
| Jamka | Par | Průměr skóre | Název               | Překlad názvu                   |
| ----- | --- | ------------ | ------------------- | ------------------------------- |
| 1     | 4   | 4,24         | Tea Olive           | Vonokvětka libovonná            |
| 2     | 5   | 4,79         | Pink Dogwood        | Dřín květnatý                   |
| 3     | 4   | 4,08         | Flowering Peach     | Okrasná broskvoň                |
| 4     | 3   | 3,29         | Flowering Crabapple | Okrasná jabloň                  |
| 5     | 4   | 4,26         | Magnolia            | Magnólie                        |
| 6     | 3   | 3,14         | Juniper             | Jalovec                         |
| 7     | 4   | 4,15         | Pampas              | Pampa                           |
| 8     | 5   | 4,83         | Yellow Jasmine      | Jasmínovec vždyzelený           |
| 9     | 4   | 4,15         | Carolina Cherry     | Bobkovišeň karolínská           |
| 10    | 4   | 4,31         | Camellia            | Kamélie                         |
| 11    | 4   | 4,30         | White Dogwood       | Svída bílá                      |
| 12    | 3   | 3,29         | Golden Bell         | Zlatice převislá                |
| 13    | 5   | 4,79         | Azalea              | Azalka                          |
| 14    | 4   | 4,17         | Chinese Fir         | Ostrolistec kopinatý            |
| 15    | 5   | 4,78         | Fire Thorn          | Hlohyně                         |
| 16    | 3   | 3,15         | Redbud              | Zmarlika                        |
| 17    | 4   | 4,16         | Nandina             | Nandina domácí (nebeský bambus) |
| 18    | 4   | 4,23         | Holly               | Cesmína                         |

### Délka a obtížnost hřiště
Jako většina hřišť, kde hrají profesionálové, bylo hřiště (kromě řady dalších úprav) mnohokrát prodlužováno (což si mimo jiné vyžádalo přikoupení dalších pozemků, které původně nebyly součástí areálu). Délka hřiště pro vybrané roky je následující (ke změnám došlo vícekrát, než je zde uvedeno):
- 1940: 6800 yardů (6218 metrů)[1]
- 1960: 6980 yardů (6383 metrů)
- 1980: 7040 yardů (6437 metrů)
- 2020: 7475 yardů (6835 metrů)
- 2022: 7510 yardů (6870 metrů)

Deklarovaný par jednotlivých jamek a délku (v yardech) pro odpaliště během Masters a pro „běžné“ členy klubu v roce 2023 shrnuje následující tabulka. Na rozdíl od většiny ostatních soukromých nebo veřejných golfových hřišť v USA neprošlo hřiště Augusta National nikdy oficiálním normováním. Během turnaje Masters v roce 1990 tým hodnotitelů USGA, organizovaný časopisem Golf Digest, hodnotil hřiště a udělil mu neoficiálně normu 76,2. V roce 2009 bylo hřiště znovu hodnoceno a získalo neoficiálně normu 78,1.
| Jamka   | 1   | 2   | 3   | 4   | 5   | 6   | 7   | 8   | 9   | 1–9  | 10  | 11  | 12  | 13  | 14  | 15  | 16  | 17  | 18  | 10–18 | Celkem |
| ------- | --- | --- | --- | --- | --- | --- | --- | --- | --- | ---- | --- | --- | --- | --- | --- | --- | --- | --- | --- | ----- | ------ |
| Par     | 4   | 5   | 4   | 3   | 4   | 3   | 4   | 5   | 4   | 36   | 4   | 4   | 3   | 5   | 4   | 5   | 3   | 4   | 4   | 36    | 72     |
| Masters | 445 | 575 | 350 | 240 | 495 | 180 | 450 | 570 | 460 | 3765 | 495 | 520 | 155 | 545 | 440 | 550 | 170 | 440 | 465 | 3780  | 7545   |
| člen    | 365 | 515 | 340 | 170 | 400 | 165 | 330 | 480 | 395 | 3160 | 450 | 400 | 145 | 455 | 380 | 475 | 145 | 370 | 385 | 3205  | 6365   |

### SubAir System
Greeny hřiště jsou pečlivě udržovány tak, aby poskytovaly tvrdý a rychlý golfový povrch. Greeny tohoto hřiště jsou proslulé svou rychlostí, přesné hodnoty však také nejsou známy, dokonce ani během Masters klub nikdy oficiálně nezveřejňuje rychlost greenů. Této tvrdosti a rychlosti napomáhá ve své době zcela unikátní podzemní zavlažovací a ventilační systém, známý jako SubAir System, který v roce 1994 vyvinul a nainstaloval správce hřiště Marsh Benson. Systém SubAir byl tak úspěšný, že brzy vznikla samostatná společnost v nedalekém Graniteville v Jižní Karolíně, která navrhla a nainstalovala podobné automatické systémy odsávání vody na hřištích jako Pebble Beach, East Lake, Citi Field a Citizens Bank Park.

### Písek pro bunkery
Bunkery neobsahují tradiční písek obvyklý na většině golfových hřišť, ale zářivě bílý granulovaný křemen (označený jako „Spruce Pine sand“ a SP55), který vzniká jako vedlejší produkt při těžbě v živcových dolech v těžebním revíru Spruce Pine ve městě Spruce Pine v Severní Karolíně a jeho okolí. Augusta používá Spruce Pine pro své bunkery od počátku 70. let 20. století, kdy Clifford Roberts navštívil Linville Golf Club v Linville v Severní Karolíně, který v té době tento materiál již používal. Protože těžební společnost tento svůj vedlejší produkt poskytuje hřišti zdarma, Clifford Roberts na oplátku majiteli společnosti nabídl, že je v Augustě kdykoli vítaným hostem, a později mu daroval šest permanentek na Masters.

### Amen Corner

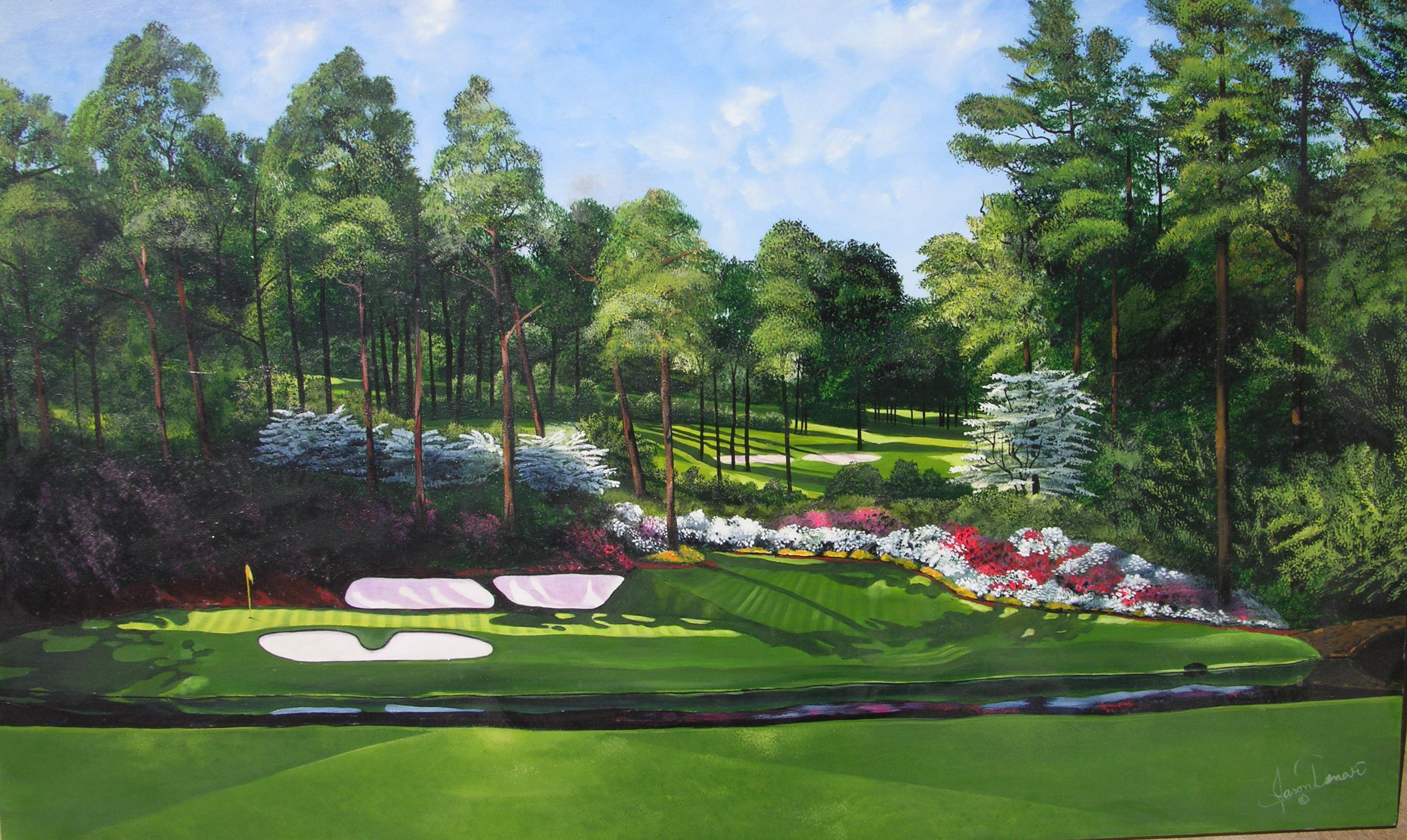
Jamka 12 s potokem Rae's Creek

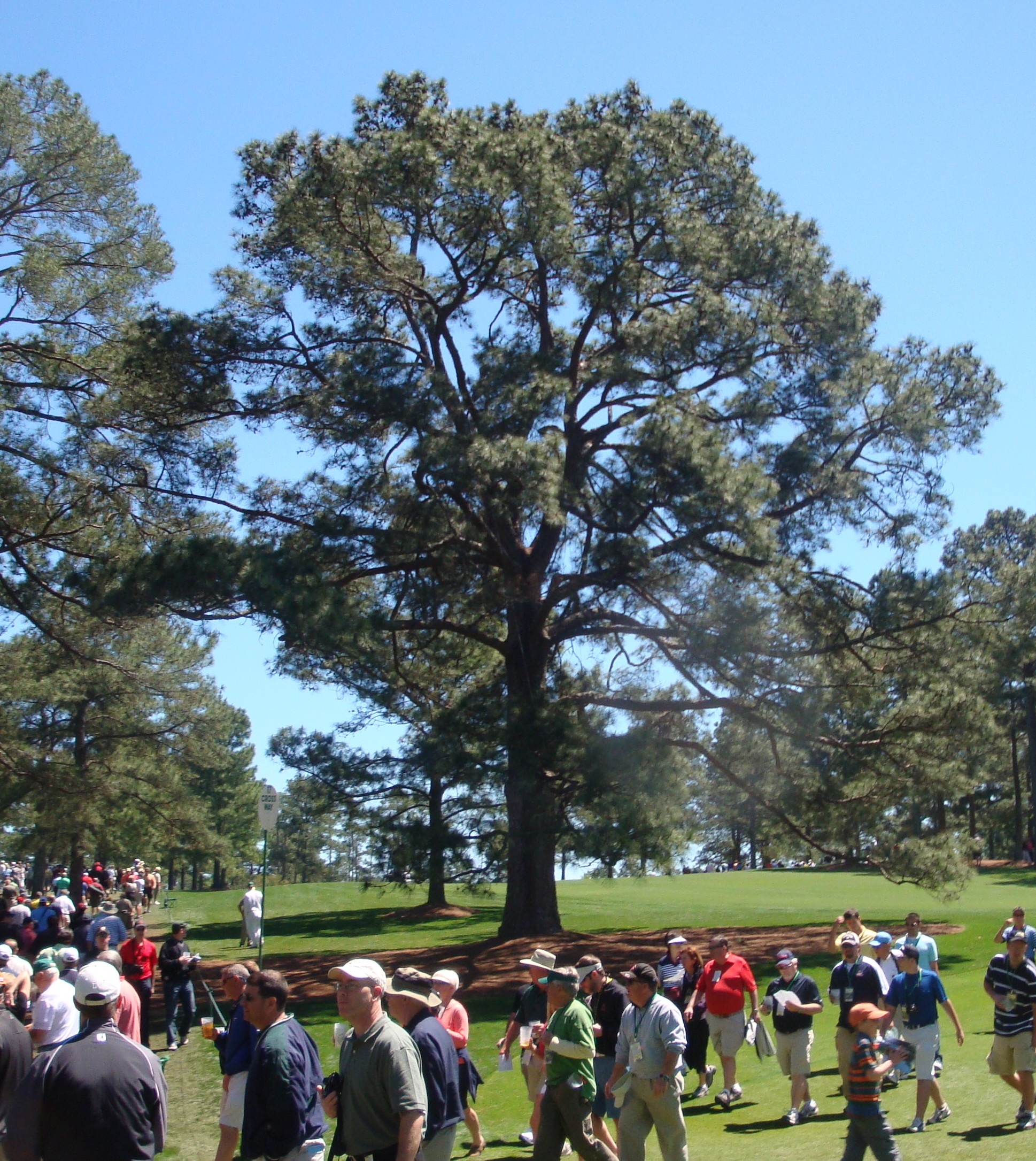
Eisenhowerova borovice v roce 2011

Potok Rae's Creek protíná jihovýchodní roh pozemku Augusta National. Potok zásadním způsobem ovlivňuje celkovou podobu a obtížnost jamky č. 12, protože protéká před greenem této jamky. Jeho přítok je patrný na odpališti č. 13 a protéká zadní části greenu č. 11. Jedná se o nejnižší místo hřiště. Za 12. a 13. odpalištěm přes potok vedou Hoganův a Nelsonův most, které jsou často vidět během televizních přenosů z Masters Tournament a vyskytují se na mnoha ikonických fotografiích. Ben Hogan vyhrál Masters v letech 1951 a 1953, Byron Nelson v letech 1937 a 1942, oba kromě toho vyhráli další major golfové turnaje. Potok byl pojmenován po bývalém majiteli pozemků Johnu Raeovi, který zemřel v roce 1789.
Trojice jamek 11, 12 a 13 je nazývána přezdívkou Amen Corner – tento název jim dal v roce 1958 redaktor časopisu Sports Illustrated Herbert Warren Wind, inspirován jazzovou skladbou Shoutin' in That Amen Corner. Jamky 11 a 12 jsou druhou, resp. čtvrtou nejobtížnější jamkou hřiště a právě potok Rae's Creek jim dodává na obtížnosti. Říká se, že Masters se rozhoduje v neděli na druhé devítce a Amen Corner je její klíčovou součástí – a pro diváky jedno z nejzajímavějších míst na hřišti. Herbert Wind chtěl označením popsat dramatické okamžiky, které se odehrály na těchto jamkách ve zmiňovaném roce 1958. Arnold Palmer právě tady rozhodl o svém prvním vítězství na Masters.
Pozoruhodné výkony zde byly zaznamenány již předtím, než trojice jamek získala tuto společnou přezdívku. Byron Nelson při svém vítězství v roce 1937 na 12. a 13. jamce zahrál pozoruhodný výsledek birdie + eagle. Sam Snead na 12. jamce v roce 1949 předvedl úžasný záchranný úder, který ho rovněž dovedl k vítězství. Na druhé straně mnoho hráčů zde ztratilo naději nejen na vítězství, ale často i na dobrý výsledek. Rory McIlroy v roce 2011 po třech kolech vedl o čtyři rány. V posledním kole zahrál na jamkách 10 až 12 celkem 6 ran nad par, po dalším bogey na 15. jamce skončil kolo s 80 ranami a propadl se až na dělené patnácté místo. Jordan Spieth v nedělním finálovém kole v roce 2016 zahrál na jamce č. 12 čtyři rány nad par a ztratil tak vedení o dvě rány a nakonec i prvenství v turnaji.

### Další prvky na hřišti
Mezi nejznámější stromy na hřišti patří „The Big Oak Tree“ (Velký dub) a již neexistující „Eisenhower Pine“ (Eisenhowerova borovice). „The Big Oak Tree“ se nachází na straně golfového hřiště u klubovny a byl vysazen v 50. letech 19. století. „Eisenhower Pine“ se nacházela u 17. jamky asi 210 yardů od odpaliště. Prezident Dwight D. Eisenhower, člen klubu Augusta National, strom tolikrát zasáhl, že na schůzi klubu v roce 1956 navrhl jeho pokácení. Předseda klubu Clifford Roberts nechtěl prezidenta urazit, proto schůzi okamžitě přerušil, místo aby žádost zamítl. V únoru 2014 byl Eisenhowerův strom odstraněn poté, co utrpěl rozsáhlé poškození během ledové bouře.
Rybník „Ike's Pond“ se nachází ve východní části areálu. Během návštěvy Augusty National se tehdy ještě generál Eisenhower vrátil z procházky lesem a oznámil Cliffordu Robertsovi, že našel ideální místo pro vybudování hráze, pokud by klub chtěl rybník. Ike's Pond byl postaven pro Eisenhowera, aby v něm mohl rybařit, a pojmenován na jeho počest. Hráz se nachází přesně tam, kde Eisenhower řekl, že by měla být. Vážně nemocný Clifford Roberts spáchal sebevraždu vedle rybníka 29. září 1977 ve věku 83 let.

## Pozemky a další nemovitosti
V průběhu desetiletí Augusta National koupila mnohé další okolní pozemky a provedla na nich rozsáhlé terénní i stavební úpravy. I pro nemovitosti platí, že tento soukromý klub nezveřejňuje žádné informace o svých aktivitách. Přesto se odhaduje, že v letech 1999 až 2019 klub utratil přibližně 200 milionů dolarů za nákup asi 100 samostatných pozemků o celkové rozloze přes 270 akrů (přibližně 110 hektarů), z nichž některé jsou od vlastního klubu vzdáleny více než jednu míli.
Aby golfový klub zamaskoval podrobnosti těchto transakcí nebo i jen pouhý zájem o určité pozemky, většina nákupů se uskutečňuje prostřednictvím nastrčených společností, skrytě napojených na Augustu National. Je známo, že na jednom nákupu se může podílet až pět takových společností. Augusta National nakonec koupí každou společnost, získá její pozemky a cenu nemovitostí drží mimo veřejně dostupné záznamy. Běžně se také používají dohody o mlčenlivosti (Non-disclosure agreements).
Augusta National získala, zbourala anebo přestavěla také celé obytné bloky a mimo jiné zakoupila rovněž velké obchodní centrum Publix na Washington Road. Golfový klub pomohl financovat projekt přeložky silnice Berckmans Road a také vybudoval velký tunel pod Washington Road, který navazuje na Global Communication Center a který byl poprvé použit při turnaji Masters v roce 2021. Tunel byl vybudován bez omezení provozu na silnici.
Vzhledem k tomu, že Augusta National vynaložila na získání pozemků tak vysoké částky, museli majitelé domů v Richmond County požádat o zvláštní vyměření daně z nemovitosti, aby negovali dopady činnosti klubu. Různí investoři také začali kupovat další nemovitosti v sousedství Augusty National, protože očekávají jejich zhodnocení nebo o ně později golfový klub také projeví zájem.

## Členství vklubu
Odhaduje se, že po většinu historie (kromě počátků, navíc v době velké hospodářské krize) golfový klub měl vždy přibližně 300 členů. Exkluzivní členství lze získat výhradně na základě pozvání: neexistuje žádný proces podávání přihlášek. Členové klubu jsou v místní hantýrce někdy označováni jako „green jackets“ (doslova zelená saka). Předpokládá se, že členství stojí 100 000 až 300 000 dolarů a roční příspěvek byl v roce 2020 odhadnut na cca 30 000 dolarů ročně. Klub nikdy nezveřejňuje žádné informace o svých členech ani nijak nekomentuje články v různých novinách a časopisech, které s členstvím souvisejí. Po desetiletí tak nebyly známé žádné informace o většině členů, kromě několika málo prominentních (např. již zmíněný Dwight D. Eisenhower). V roce 2004 však deník USA Today zveřejnil seznam všech současných členů.

### Odmítání Afroameričanů a žen
Po desetiletí klub zakazoval členství Afroameričanům. Spoluzakladatel Clifford Roberts a dlouholetý předseda klubu (tuto funkci zastával v letech 1931–1976) prohlásil: „Dokud budu naživu, všichni golfisté budou bílí a všichni caddies budou černí“. Augusta pozvala a přijala svého prvního afroamerického člena, televizního manažera Rona Townsenda, v roce 1990 poté, co Shoal Creek Golf and Country Club, golfový klub v Alabamě, odmítl členství Afroameričanům. Klub v Alabamě také hrozilo, že se v něm neuskuteční již naplánovaný ročník turnaje PGA Championship kvůli rasistickým výrokům zakladatele klubu.
Ještě mnohem déle klub odmítal členství žen v klubu. Problém eskaloval v roce 2002 sporem mezi Augusta National a tehdejším předsedou golfového klubu (kterým byl Hootie Johnson) s Martou Burk, tehdejší předsedkyní washingtonské Národní rady ženských organizací (National Council of Women's Organizations). Spor vznikl právě kvůli odmítnutí Augusty National přijmout do klubu ženy. Burk uvedla, že se o politice klubu dozvěděla ze sloupku Christine Brennanové v novinách USA Today, který vyšel 11. dubna 2002. Poté napsala Johnsonovi soukromý dopis, v němž uvedla, že pořádání turnaje Masters v klubu, kde jsou pouze muži, představuje sexismus. Johnson označil přístup Burkové za „urážlivý a nátlakový“.
Následně tlak firemních sponzorů vedl golfový klub k tomu, že turnaje v letech 2003 a 2004 vysílal zcela bez reklam. Spor byl projednáván také Mezinárodním olympijským výborem při hodnocení, zda golf splňuje olympijská kritéria „sportu provozovaného bez diskriminace v duchu přátelství, solidarity a fair play“, což bylo významné především proto, že v té době se již pomalu připravoval návrat golfu na olympijské hry (k tomu nakonec došlo na olympijských hrách v roce 2016 v Rio de Janeiro, 112 let poté, co byl golf naposledy na programu her v roce 1904).
Přesto ještě na tiskové konferenci před Masters v roce 2012 (na přelomu března a dubna) odmítl tehdejší předseda golfového klubu Billy Payne diskutovat o odmítání klubu přijímat ženy a obhajoval postoj klubu tím, že v roce 2011 více než 15 % neturnajových kol odehrály ženy, které byly hosty nebo manželkami aktivních členů. Avšak krátce poté, 20. srpna 2012 Augusta National oznámila, že přijala své první dvě členky: těmi se staly politička Condoleezza Riceová a investorka a filantropka Darla Moore. Proto oznámení z roku 2018, že Augusta bude společně s golfovým klubem Champions Retreat od roku 2019 spolupořádat také turnaj Augusta National Women's Amateur je považována za velmi překvapivé.

### Významní členové
Mezi významné současné členy Augusta National Golf Club patří:
- Warren Buffett: CEO konglomerátní holdingové společnosti Berkshire Hathaway.[29][42]
- Pete Coors: dřívější CEO společností Coors Brewing Company a Molson Coors Brewing Company (viz pivovar Molson Coors).[29]
- David Farr: CEO společnosti Emerson Electric Company.
- Bill Gates: spoluzakladatel a předseda Microsoftu.[2][42]
- Lou Gerstner: předseda správní rady a CEO společnosti IBM v letech 1993–2002.[2]
- Roger Goodell: komisionář National Football League.[3][43]
- Pat Haden: dřívější hráč National Football League a bývalý atletický ředitel na University of Southern California.[44]
- Lou Holtz: bývalý hráč a trenér amerického fotbalu.[29]
- Rob Manfred: americký právník a obchodník, komisionář Major League Baseball.[45]
- Peyton Manning, bývalý hráč National Football League.[46]
- Hugh McColl Jr.: bývalý CEO Bank of America[42]
- Darla Moore: investorka a filantropka z Jižní Karolíny, jedna ze dvou prvních žen přijatých do golfového klubu v roce 2012.[40]
- Jack Nicklaus: profesionální golfista, šestinásobný vítěz Masters (nejvíce v historii turnaje), člen World Golf Hall of Fame a v současnosti jediný vítěz Masters, který je řádným členeme klubu.[47]
- Sam Nunn: americký politik, člen Demokratické strany a bývalý dlouholetý senátor (1972–1997) za stát Georgie.[3][29][42]
- Sam Palmisano: dlouholetý (1973–2012) vedoucí pracovník IBM, z toho v letech 2003–2012 CEO této společnosti.[29][42]
- Condoleezza Riceová: politička, v letech 2005–2009 ministryně zahraničních věcí USA. V roce 2012 se stala jednou ze dvou prvních žen přijatých do klubu.[40]
- James D. Robinson III: v letech 1977–1993 CEO společnosti American Express.[42]
- Ginni Rometty: předsedkyně správní rady, prezidentka a v letech 2012–2020 CEO společnosti IBM.
- Matthew K. Rose: v letech 2002–2013 CEO společnosti BNSF Railway.
- Lynn Swann: bývalý hráč National Football League.[48]
- Rex Tillerson: americký manažer a politik, v letech 2017–2018 ministr zahraničních věcí USA, předtím předseda správní rady a CEO společnosti ExxonMobil.[3]
- Toby S. Wilt: americký obchodník, manažer a golfista, člen Tennessee Golf Hall of Fame a Vanderbilt Athletics Hall of Fame. V roce 2013 společně s profesionálním golfistou Brandtem Snedekerem vyhrál golfový turnaj dvojic „AT&T Pebble Beach National Pro-Am“.[49]

Z velkého množství bývalých členů Augusta National Golf Club lze uvést zejména:
- Frank Broyles: univerzitní fotbalový trenér a atletický ředitel na University of Arkansas.[50]
- Dwight D. Eisenhower: byl členem klubu již od roku 1948 jako pětihvězdičkový generál a klub pravidelně navštěvoval i po svém zvolení 34. prezidentem USA v roce 1953.[3]
- Freeman Gosden: převážně rozhlasový herec, jeden ze zakladatelů situační komedie.[3]
- Melvin Laird: americký politik a spisovatel. V letech 1953–1969 senátor za stát Wisconsin, v letech 1969–1973 ministr obrany USA.
- Arnold Palmer: profesionální golfista, čtyřnásobný vítěz vítěz Masters, člen World Golf Hall of Fame, byl dlouholetým členem klubu a po skončení aktivní kariéry řadu let čestným odpalem zahajoval Masters Tournament.[47]
- Robert Sumner: duchovní a křesťanský autor.
- T. Boone Pickens: americký finančník , dlouholetý předseda správní rady hedge fondu BP Capital Management.[29][42]
- Jack Welch: americký manažer, nejdéle sloužící CEO (1981–2001) společnosti General Electric.[2][51]
- Jock Whitney: manažer a politik, v letech 1957–1961 velvyslanec ve Spojeném království. Jako filantrop poskytl významné dary řadě lékařských a kulturních instituci, mimo jiné se významně podílel na financování filmu Sever proti Jihu a dalších filmech.[3]
- Robert W. Woodruff: manažer a filantrop, prezident The Coca-Cola Company od roku 1923 až do své smrti v roce 1985.[3]

### Předsedové golfového klubu
Funkční období předsedy golfového klubu je neomezené. Daleko nejdelší dobu (1931–1976) byl předsedou klubu jeho spoluzakladatel Clifford Roberts. Předseda klubu je jedinou osobou, která je oficiálně oprávněna sdělovat médiím jakékoliv informace související s Masters Tournament. V roce 1966 přijala správní rada Augusta National usnesení, kterým ocenila spoluzakladatele Bobbyho Jonese (který na rozdíl od Clifforda Robertse řádným předsedou nikdy nebyl) čestným titulem „President in Perpetuity“ (prezident navždy).
- Clifford Roberts (1931–1976)
- William Lane (1976–1980)
- Hord Hardin (1980–1991)
- Jackson T. Stephens (1991–1998)
- Hootie Johnson (1998–2006)
- Billy Payne (2006–2017)
- Fred Ridley (2017–dosud)

## Zelené sako
Každý člen klubu Augusta National obdrží zelené sportovní sako s logem klubu na levé straně prsou. Členové jsou povinni je nosit během hry a saka se nesmějí z areálu odnášet. S myšlenkou zeleného saka přišel spoluzakladatel klubu Clifford Roberts. Mnozí se domnívají, že to bylo proto, že chtěl, aby bylo možno na první pohled snadno rozlišit řádné členy golfového klubu od návštěvníků (v žargonu klubu „patroni“) a dalších osob pohybujících se v areálu.
Od vítězství Sama Sneada v roce 1949 dostává vítěz každého ročníku turnaje Masters rovněž zelené sako, ačkoli nezískává členství v golfovém klubu. Sako novému vítězi předává vítěz předchozího turnaje. Pokud předchozí vítěz není k dispozici nebo pokud by hráč vyhrál i předchozí ročník turnaje, pak funkci předávajícího vykonává současný předseda klubu. Při prvním oficiálním předání zeleného saka vítězi turnaje v roce 1949 bylo spolu se Samem Sneadem zpětně uděleno i devíti předchozím vítězům, kteří se stali známými jako „původní desítka“.
Současný šampion Masters je jediným majitelem zeleného saka, který si ho smí odnést z areálu Augusta National, ale pouze na dobu jednoho roku, do doby konání dalšího ročníku turnaje. Pokud hráč vyhraje vícekrát, dostává stejné sako, pokud není bezpodmínečně nutné, aby mělo jinou velikost. Před zavedením tohoto časového omezení bylo sako několika dávných vítězů Masters po jejich smrti prodáno sběratelům. Členové Augusta National proto vynaložili velké úsilí, aby navrátili zbývající exempláře zpět do klubu. Nyní s oficiálním svolením klubu dlouhodobě zůstávají mimo areál Augusty National pouze dvě saka vítězů: Henryho Picarda a Garyho Playera.
První takové sako patří šampionovi z roku 1938. Ještě než se výše popsané tradice ustálily, Henry Picard sako z Augusty National odvezl. V současné době je vystavena v „Picard Lounge“ v Canterbury Golf Clubu v Beachwoodu ve státě Ohio. Když Gary Player v roce 1961 poprvé vyhrál Masters (a navíc se stal prvním zahraničním vítězem), přivezl si sako domů do Jižní Afriky. Gary Player turnaj nakonec vyhrál třikrát (pouze tři hráči v celé historii mají více vítězství) a po celá léta správní rada trvala na tom, aby Player sako vrátil. Ten však stále „zapomínal“ nebo vymýšlel vtipné kreativní výmluvy, proč sako nevrátil. Nakonec mu členové Augusta National povolili, aby si sako ponechal a je vystaveno v jeho osobním muzeu.
Kromě toho, sako Hortona Smithe, udělené zpětně v roce 1949 za jeho vítězství v letech 1934 a 1936, se v září 2013 prodalo v aukci za více než 682 000 dolarů. Jde o nejvyšší cenu, jaká kdy byla zaplacena za golfový suvenýr. Horton Smith zemřel ve věku 55 let v roce 1963 a jeho sako bylo po desetiletí v držení nevlastních synů jeho bratra Rena.
Do roku 1967 vyráběla saka společnost Brooks Brothers (založená v roce 1818, nejstarší fungující textilka v USA), od té doby je vyrábí společnost Hamilton ze Cincinnati v Ohiu, přičemž impová vlna se vyrábí v továrně Victora Forstmanna v Dublinu ve státě Georgie (jen asi 120 kilometrů vzdušnou čarou od Augusty). Přesný odstín zelené barvy saka, který je chráněn jako ochranná známka (trademark), je specifikován jako Pantone 342 v Pantone Matching System.

## Caddies
Augusta National Golf Club zaměstnává vlastní (klubové) caddies, kteří pomáhají nejen členům, ale také hostům (v žargonu klubu „patroni“) a případně též profesionálním hráčům během Masters. Kluboví caddies v Augustě nosí celoročně charakteristické bílé kombinézy. Jejich design je (stejně jako v případě zeleného saka) chráněn jako ochranná známka (trademark).
Před rokem 1983 byl každému hráči na Masters Tournament vždy povinně přidělen caddy klubu. Dříve to byla obvyklá praxe: všechny čtyři major turnaje a některé další turnaje PGA Tour vyžadovaly využívání caddies hostitelského klubu ještě v 70. letech 20. století. Na U.S. Open platila tato politika do roku 1975. Ale v roce 1980 si tento požadavek zachovaly už pouze Masters a méně významný turnaj Western Open poblíž Chicaga.
Mezi známé caddies v tomto období patří Nathaniel „Iron Man“ Avery, Carl Jackson a Willie „Pappy“ Stokes. Při všech čtyřech vítězstvích Arnolda Palmera (v letech 1958, 1960, 1962 a 1964) byl jeho caddym právě Nathaniel „Iron Man“ Avery, který se tak stal jedním z prvních caddy, kterého si všimla masová média. Carl Jackson zase drží rekord 54 účastí na Masters Tournament jako caddy, z toho 39krát pro Bena Crenshawa, včetně let 1984 a 1995, kdy tento golfista turnaj vyhrál. Pappy Stokes dosáhl jiného rekordu: jako caddy se podílel na celkem pěti vítězstvích na Masters pro čtyři různé golfové hráče: Henry Picard v roce 1938, Claude Harmon v roce 1948, Ben Hogan v letech 1951 a 1953, Jack Burke Jr. v roce 1956. Při vítězství Henry Picarda se současně stal nejmladším caddy vítězného hráče, tehdy mu bylo jen 17 let a necelých 10 měsíců.
Ještě neobvyklejší bylo, že Augusta zaměstnávala jako caddies pouze černochy. Spoluzakladatel klubu Clifford Roberts jednou řekl: „Dokud budu naživu, všichni golfisté budou bílí a všichni caddies černí.“ Těžce nemocný Clifford Roberts spáchal sebevraždu v roce 1977 ve věku 83 let. O pět let později, v listopadu 1982, tehdejší předseda klubu Hord Hardin oznámil, že hráči od následující turnaje v roce 1983 budou moci na Masters používat své vlastní caddies. Toto oznámení přišlo sedm měsíců po problémovém turnaji v roce 1982, během něhož se mnoho caddies, zmatených čtvrtečním zpožděním v důsledku bouřky, nedostavilo v pátek ráno včas. Hardin obdržel rozhořčené stížnosti od dvojnásobného šampiona Toma Watsona a dalších hráčů. V roce 1983 využilo klubové caddies již jen 12 hráčů, ale bylo mezi nimi několik předních golfistů, včetně tehdy pětinásobného (později šestinásobného) šampiona Jacka Nicklause, obhájce titulu Craiga Stadlera a budoucího dvojnásobného vítěze Bena Crenshawa.
První ženskou caddy v Augustě byla dcera George Archera Elizabeth, a to také v roce 1983. Byl to již její 21. turnaj, kdy nesla bag svému otci. Archer, šampion z roku 1969, skončil v roce 1983 na dvanáctém místě, což bylo jedno z jeho lepších umístění v Augustě. Dnes jsou ženy jako caddies v Augustě a na dalších PGA Tour turnajích stále vzácné. Jako příklad lze uvést Fanny Sunesson (narozenou ve Švédsku), která caddyho dělala několika hráčům na Masters, především trojnásobnému šampionovi Nicku Faldovi v letech 1990 až 1999. Stala se tak první ženou, která se jako caddy podílela na vítězství na Masters, současně to bylo vůbec poprvé na jakémkoliv major turnaji. V roce 2012 profesionální kariéru v golfu ukončila, ale v roce 2019 se na Masters ještě jednou vrátila, když dělala caddyho svému krajanovi Henriku Stensonovi.
Během předturnajových akcí v roce 2007, v soutěži na par 3 dělala Kelly Tilghman z Golf Channel caddyho Arnoldu Palmerovi. Dcera Fuzzyho Zoellera Gretchen mu dělala caddyho v posledním roce jeho účasti na turnaji v roce 2009. Tenistka Caroline Wozniacká, který byla mezi lety 2010–2018 několikrát světovou tenisovou jedničkou ve dvouhře, tehdejší snoubenka Roryho McIlroye, mu dělala caddyho v soutěži par 3 v letech 2013 a 2014.

## Augusta ve videohrách
Augusta National Golf Club se asi poprvé objevil v počítačové hře Mean 18 z roku 1986 pro osobní počítače Amiga, kterou vydala společnost Accolade. Golfový klub se objevuje také v sérii výhradně japonských videoher Harukanaru Augusta, která začala vycházet v roce 1989. Hru produkovala společnost T&E Soft. Jeden z jejích posledních titulů Masters '98: Haruka Naru Augusta byl vydán pro herní konzoli Nintendo 64.
Golfový klub Augusta National a turnaj Masters se objevily také ve videohře Tiger Woods PGA Tour 12: The Masters (která byla vydána v roce 2011) a následně se klub a turnaj objevily i ve všech pozdějších vydáních této hry. Bylo to poprvé, kdy bylo hřiště oficiálně použito v sérii her Tiger Woods. V roce 2021 společnost EA Sports a Augusta National Golf Club oznámily plány na obnovení série her PGA Tour, v níž by se opět objevil Augusta National Golf Club a turnaj Masters. Kromě toho EA také oznámila, že nová hra EA Sports PGA Tour bude obsahovat všechny další tři major turnaje – PGA Championship, U.S. Open a britský The Open Championship.